# Top Teams Cup 2003-2004 (femminile)
La Top Teams Cup di pallavolo femminile 2003-2004 è stata la 25ª edizione del secondo torneo pallavolistico europeo per club; iniziata a partire dal 24 ottobre 2003, si è conclusa con la final-four di Bursa, in Turchia, il 1º aprile 2004. Alla competizione hanno partecipato 34 squadre e la vittoria finale è andata per la prima volta al VakıfBank Güneş Sigorta Spor Kulübü di Istanbul.

## Regolamento
Il torneo si è aperto con una fase preliminare a gironi in cui le squadre hanno dato vita a quadrangolari con sfide all'italiana a turno unico, assegnando 2 punti alla squadra vincente e 1 a quella perdente. Le vincitrici della prima fase (quelle in possesso di miglior quoziente set in caso di arrivo a parità di punteggio fra due o più squadre) e le teste di serie hanno disputato ottavi e quarti di finale strutturati su gare di andata e ritorno, le cui vincitrici (valutando, in caso di una vittoria a testa, prima il quoziente set e poi il quoziente punti) hanno avuto accesso alla Final Four.

## Squadre partecipanti
| - USSP Albi - Universitet-Technolog - Slávia Bratislava - Královo Pole - Rapid Bucarest - Khimvolokno Čerkasy - Tarmo Hämeenlinna - Holte - VakıfBank GS | - ŽOK Polo Kalesija - Katrineholms VK - Longa'59 - AEL Limassol - Apollōn Limassol - BTV Lucerna - Madeira - Castêlo da Maia - Münster | - HIT Nova Gorica - DHG Odense - Dženestra - Pollux - Örebro - Piatra Neamț - PTPS - Speks-R Riga - Filathlītikos Salonicco | - Schwechat Post - Levski Sofia - Studenti Tirana - Datovoc Tongeren - Ulm - Velika Gorica - Vrilīssiōn |

## Torneo

### Turno di qualificazione
| Torneo 1      | Torneo 2          | Torneo 3        | Torneo 4         | Torneo 5       | Torneo 6              |
| ------------- | ----------------- | --------------- | ---------------- | -------------- | --------------------- |
| Královo Pole  | ŽOK Polo Kalesija | AEL Limassol    | Apollōn Limassol | Rapid Bucarest | Universitet-Technolog |
| Longa'59      | BTV Lucerna       | HIT Nova Gorica | Castêlo da Maia  | Holte          | Khimvolokno Čerkasy   |
| Münster       | Madeira           | Dženestra       | Piatra Neamț     | Örebro         | Tarmo Hämeenlinna     |
| Velika Gorica | DHG Odense        | Vrilīssiōn      | Studenti Tirana  | Speks-R Riga   | Katrineholms VK       |

#### Torneo 1 - Brno

##### Risultati
| 24 ottobre 2003 Brno Durata: n.d. - Spettatori: 380 | Münster       | 3 - 0 | Longa'59      | 25-20, 25-21, 25-9         |
| 24 ottobre 2003 Brno Durata: n.d. - Spettatori: 500 | Královo Pole  | 3 - 1 | Velika Gorica | 26-24, 25-16, 24-26, 25-17 |
| 25 ottobre 2003 Brno Durata: n.d. - Spettatori: 200 | Longa'59      | 3 - 0 | Velika Gorica | 25-19, 25-22, 25-14        |
| 25 ottobre 2003 Brno Durata: n.d. - Spettatori: 400 | Münster       | 3 - 0 | Královo Pole  | 25-22, 25-17, 25-23        |
| 26 ottobre 2003 Brno Durata: n.d. - Spettatori: 180 | Velika Gorica | 0 - 3 | Münster       | 16-25, 8-25, 12-25         |
| 26 ottobre 2003 Brno Durata: n.d. - Spettatori: 300 | Královo Pole  | 3 - 1 | Longa'59      | 20-25, 25-22, 25-19, 25-23 |

##### Classifica
| Pos | Squadra       | Pt | G | V | P | SV | SP | Ratio | PF  | PS  | Ratio |
| --- | ------------- | -- | - | - | - | -- | -- | ----- | --- | --- | ----- |
| 1   | Münster       | 6  | 3 | 3 | 0 | 9  | 0  | MAX   | 225 | 148 | 1.520 |
| 2   | Královo Pole  | 5  | 3 | 2 | 1 | 6  | 5  | 1.200 | 257 | 247 | 1.040 |
| 3   | Longa'59      | 4  | 3 | 1 | 2 | 4  | 6  | 0.667 | 214 | 225 | 0.951 |
| 4   | Velika Gorica | 3  | 3 | 0 | 3 | 1  | 9  | 0.111 | 174 | 250 | 0.696 |

#### Torneo 2 - Lucerna

##### Risultati
| 24 ottobre 2003 Lucerna Durata: n.d. - Spettatori: 80  | ŽOK Polo Kalesija | 0 - 3 | Madeira           | 21-25, 20-25, 12-25               |
| 24 ottobre 2003 Lucerna Durata: n.d. - Spettatori: 130 | BTV Lucerna       | 3 - 0 | DHG Odense        | 25-17, 25-19, 25-16               |
| 25 ottobre 2003 Lucerna Durata: n.d. - Spettatori: 250 | ŽOK Polo Kalesija | 1 - 3 | BTV Lucerna       | 14-25, 12-25, 25-20, 16-25        |
| 25 ottobre 2003 Lucerna Durata: n.d. - Spettatori: 62  | Madeira           | 3 - 0 | DHG Odense        | 25-19, 25-12, 25-15               |
| 26 ottobre 2003 Lucerna Durata: n.d. - Spettatori: 160 | DHG Odense        | 3 - 1 | ŽOK Polo Kalesija | 25-17, 25-20, 22-25, 25-18        |
| 26 ottobre 2003 Lucerna Durata: n.d. - Spettatori: 300 | BTV Lucerna       | 2 - 3 | Madeira           | 25-22, 19-25, 25-17, 20-25, 13-15 |

##### Classifica
| Pos | Squadra           | Pt | G | V | P | SV | SP | Ratio | PF  | PS  | Ratio |
| --- | ----------------- | -- | - | - | - | -- | -- | ----- | --- | --- | ----- |
| 1   | Madeira           | 6  | 3 | 3 | 0 | 9  | 2  | 4.500 | 254 | 201 | 1.264 |
| 2   | BTV Lucerna       | 5  | 3 | 2 | 1 | 8  | 4  | 2.000 | 272 | 223 | 1.220 |
| 3   | DHG Odense        | 4  | 3 | 1 | 2 | 3  | 7  | 0.429 | 195 | 230 | 0.848 |
| 4   | ŽOK Polo Kalesija | 3  | 3 | 0 | 3 | 2  | 9  | 0.222 | 200 | 267 | 0.749 |

#### Torneo 3 - Nova Gorica

##### Risultati
| 24 ottobre 2003 Nova Gorica Durata: n.d. - Spettatori: 92  | Dženestra       | 2 - 3 | Vrilīssiōn      | 15-25, 28-30, 25-18, 25-22, 13-15 |
| 24 ottobre 2003 Nova Gorica Durata: n.d. - Spettatori: 350 | AEL Limassol    | 0 - 3 | HIT Nova Gorica | 15-25, 18-25, 13-25               |
| 25 ottobre 2003 Nova Gorica Durata: n.d. - Spettatori: 49  | Dženestra       | 3 - 0 | AEL Limassol    | 25-14, 25-14, 25-13               |
| 25 ottobre 2003 Nova Gorica Durata: n.d. - Spettatori: 460 | HIT Nova Gorica | 0 - 3 | Vrilīssiōn      | 12-25, 22-25, 24-26               |
| 26 ottobre 2003 Nova Gorica Durata: n.d. - Spettatori: 59  | Vrilīssiōn      | 3 - 0 | AEL Limassol    | 25-18, 25-19, 25-17               |
| 26 ottobre 2003 Nova Gorica Durata: n.d. - Spettatori: 490 | HIT Nova Gorica | 0 - 3 | Dženestra       | 23-25, 17-25, 17-25               |

##### Classifica
| Pos | Squadra         | Pt | G | V | P | SV | SP | Ratio | PF  | PS  | Ratio |
| --- | --------------- | -- | - | - | - | -- | -- | ----- | --- | --- | ----- |
| 1   | Vrilīssiōn      | 6  | 3 | 3 | 0 | 9  | 2  | 4.500 | 261 | 218 | 1.197 |
| 2   | Dženestra       | 5  | 3 | 2 | 1 | 8  | 3  | 2.667 | 256 | 208 | 1.231 |
| 3   | HIT Nova Gorica | 4  | 3 | 1 | 2 | 3  | 6  | 0.500 | 190 | 197 | 0.964 |
| 4   | AEL Limassol    | 3  | 3 | 0 | 3 | 0  | 9  | 0.000 | 141 | 225 | 0.627 |

#### Torneo 4 - Tirana

##### Risultati
| 24 ottobre 2003 Tirana Durata: n.d. - Spettatori: 100 | Piatra Neamț     | 0 - 3 | Castêlo da Maia  | 18-25, 20-25, 21-25               |
| 24 ottobre 2003 Tirana Durata: n.d. - Spettatori: 500 | Studenti Tirana  | 3 - 0 | Apollōn Limassol | 25-15, 25-14, 25-17               |
| 25 ottobre 2003 Tirana Durata: n.d. - Spettatori: 50  | Apollōn Limassol | 0 - 3 | Castêlo da Maia  | 17-25, 4-25, 13-25                |
| 25 ottobre 2003 Tirana Durata: n.d. - Spettatori: 800 | Studenti Tirana  | 2 - 3 | Piatra Neamț     | 16-25, 12-25, 25-20, 25-17, 13-15 |
| 26 ottobre 2003 Tirana Durata: n.d. - Spettatori: 135 | Piatra Neamț     | 3 - 0 | Apollōn Limassol | 25-13, 25-17, 25-13               |
| 26 ottobre 2003 Tirana Durata: n.d. - Spettatori: 950 | Castêlo da Maia  | 3 - 1 | Studenti Tirana  | 27-25, 25-16, 23-25, 26-24        |

##### Classifica
| Pos | Squadra          | Pt | G | V | P | SV | SP | Ratio | PF  | PS  | Ratio |
| --- | ---------------- | -- | - | - | - | -- | -- | ----- | --- | --- | ----- |
| 1   | Castêlo da Maia  | 6  | 3 | 3 | 0 | 9  | 1  | 9.000 | 251 | 183 | 1.372 |
| 2   | Piatra Neamț     | 5  | 3 | 2 | 1 | 6  | 5  | 1.200 | 236 | 209 | 1.129 |
| 3   | Studenti Tirana  | 4  | 3 | 1 | 2 | 6  | 6  | 1.000 | 256 | 249 | 1.028 |
| 4   | Apollōn Limassol | 3  | 3 | 0 | 3 | 0  | 9  | 0.000 | 123 | 225 | 0.547 |

#### Torneo 5 - Riga

##### Risultati
| 24 ottobre 2003 Riga Durata: n.d. - Spettatori: 255 | Speks-R RIGA   | 3 - 0 | Holte          | 25-19, 26-24, 25-15               |
| 24 ottobre 2003 Riga Durata: n.d. - Spettatori: 132 | Örebro         | 0 - 3 | Rapid Bucarest | 13-25, 20-25, 22-25               |
| 25 ottobre 2003 Riga Durata: n.d. - Spettatori: 428 | Speks-R RIGA   | 2 - 3 | Örebro         | 25-21, 16-25, 25-20, 15-25, 13-15 |
| 25 ottobre 2003 Riga Durata: n.d. - Spettatori: 116 | Holte          | 0 - 3 | Rapid Bucarest | 7-25, 10-25, 14-25                |
| 26 ottobre 2003 Riga Durata: n.d. - Spettatori: 110 | Holte          | 1 - 3 | Örebro         | 23-25, 25-22, 17-25, 15-25        |
| 26 ottobre 2003 Riga Durata: n.d. - Spettatori: 374 | Rapid Bucarest | 3 - 0 | Speks-R RIGA   | 25-12, 25-12, 25-12               |

##### Classifica
| Pos | Squadra        | Pt | G | V | P | SV | SP | Ratio | PF  | PS  | Ratio |
| --- | -------------- | -- | - | - | - | -- | -- | ----- | --- | --- | ----- |
| 1   | Rapid Bucarest | 6  | 3 | 3 | 0 | 9  | 0  | MAX   | 225 | 122 | 1.844 |
| 2   | Örebro         | 5  | 3 | 2 | 1 | 6  | 6  | 1.000 | 258 | 249 | 1.036 |
| 3   | Speks-R RIGA   | 4  | 3 | 1 | 2 | 5  | 6  | 0.833 | 206 | 239 | 0.862 |
| 4   | Holte          | 3  | 3 | 0 | 3 | 1  | 9  | 0.111 | 169 | 248 | 0.681 |

#### Torneo 6 - Cherkasy

##### Risultati
| 24 ottobre 2003 Cherkasy Durata: n.d. - Spettatori: 1 800 | Katrineholms VK       | 3 - 2 | Khimvolokno Čerkasy   | 22-25, 22-25, 25-22, 26-24, 15-12 |
| 24 ottobre 2003 Cherkasy Durata: n.d. - Spettatori: 1 650 | Universitet-Technolog | 3 - 0 | Tarmo Hämeenlinna     | 25-22, 25-17, 25-19               |
| 25 ottobre 2003 Cherkasy Durata: n.d. - Spettatori: 2 000 | Khimvolokno Čerkasy   | 3 - 1 | Universitet-Technolog | 27-29, 26-24, 25-23, 25-21        |
| 25 ottobre 2003 Cherkasy Durata: n.d. - Spettatori: 1 650 | Tarmo Hämeenlinna     | 3 - 0 | Katrineholms VK       | 25-23, 25-22, 25-22               |
| 26 ottobre 2003 Cherkasy Durata: n.d. - Spettatori: 1 620 | Universitet-Technolog | 3 - 0 | Katrineholms VK       | 25-17, 25-15, 25-14               |
| 26 ottobre 2003 Cherkasy Durata: n.d. - Spettatori: 1 550 | Tarmo Hämeenlinna     | 1 - 3 | Khimvolokno Čerkasy   | 15-25, 22-25, 25-20, 22-25        |

##### Classifica
| Pos | Squadra               | Pt | G | V | P | SV | SP | Ratio | PF  | PS  | Ratio |
| --- | --------------------- | -- | - | - | - | -- | -- | ----- | --- | --- | ----- |
| 1   | Universitet-Technolog | 5  | 3 | 2 | 1 | 7  | 3  | 2.333 | 247 | 207 | 1.193 |
| 2   | Khimvolokno Čerkasy   | 5  | 3 | 2 | 1 | 8  | 5  | 1.600 | 306 | 291 | 1.052 |
| 3   | Tarmo Hämeenlinna     | 4  | 3 | 1 | 2 | 4  | 6  | 0.667 | 217 | 237 | 0.916 |
| 4   | Katrineholms VK       | 4  | 3 | 1 | 2 | 3  | 8  | 0.375 | 223 | 258 | 0.864 |

### Ottavi di finale

#### Andata
| 10 dicembre 2003 Durata: n.d. - Spettatori: 700   | Ulm             | 3 - 0 | Madeira                 | 25-16, 25-22, 25-22        |
| 10 dicembre 2003 Durata: n.d. - Spettatori: 100   | Vrilīssiōn      | 3 - 0 | Slávia Bratislava       | 25-12, 25-17, 25-19        |
| 9 dicembre 2003 Durata: n.d. - Spettatori: 350    | Levski Sofia    | 3 - 1 | Schwechat Post          | 25-20, 25-12, 18-25, 25-17 |
| 10 dicembre 2003 Durata: n.d. - Spettatori: n.d.  | Münster         | 3 - 0 | USSP Albi               | 25-20, 25-22, 25-21        |
| 10 dicembre 2003 Durata: n.d. - Spettatori: 700   | VakıfBank GS    | 3 - 1 | Universitet-Technolog   | 25-18, 21-25, 25-17, 25-19 |
| 10 dicembre 2003 Durata: n.d. - Spettatori: 500   | Castêlo da Maia | 3 - 0 | Pollux                  | 25-22, 25-23, 25-19        |
| 10 dicembre 2003 Durata: n.d. - Spettatori: 2 550 | PTPS            | 3 - 1 | Filathlītikos Salonicco | 19-25, 25-18, 26-24, 25-16 |
| 10 dicembre 2003 Durata: n.d. - Spettatori: 800   | Rapid Bucarest  | 0 - 3 | Datovoc Tongeren        | 25-27, 24-26, 22-25        |

#### Ritorno
| 17 dicembre 2003 Durata: n.d. - Spettatori: 100   | Madeira                 | 1 - 3 | Ulm             | 25-18, 15-25, 24-26, 20-25        |
| 17 dicembre 2003 Durata: n.d. - Spettatori: 500   | Slávia Bratislava       | 3 - 1 | Vrilīssiōn      | 25-20, 24-26, 25-21, 25-17        |
| 17 dicembre 2003 Durata: n.d. - Spettatori: 300   | Schwechat Post          | 3 - 2 | Levski Sofia    | 23-25, 25-18, 25-16, 13-25, 15-7  |
| 17 dicembre 2003 Durata: n.d. - Spettatori: n.d.  | USSP Albi               | 3 - 2 | Münster         | 23-25, 25-23, 26-24, 22-25, 15-12 |
| 11 dicembre 2003 Durata: n.d. - Spettatori: 800   | Universitet-Technolog   | 0 - 3 | VakıfBank GS    | 18-25, 22-25, 23-25               |
| 16 dicembre 2003 Durata: n.d. - Spettatori: 300   | Pollux                  | 1 - 3 | Castêlo da Maia | 16-25, 21-25, 25-15, 22-25        |
| 18 dicembre 2003 Durata: n.d. - Spettatori: 300   | Filathlītikos Salonicco | 3 - 1 | PTPS            | 25-15, 19-25, 25-16, 25-20        |
| 17 dicembre 2003 Durata: n.d. - Spettatori: 1 100 | Datovoc Tongeren        | 3 - 0 | Rapid Bucarest  | 25-18, 25-15, 25-18               |

#### Squadre qualificate
- VakıfBank GS
- Castêlo da Maia
- Münster
- Filathlītikos Salonicco
- Levski Sofia
- Datovoc Tongeren
- Ulm
- Vrilīssiōn

### Quarti di finale

#### Andata
| 21 gennaio 2004 Durata: n.d. - Spettatori: 1 000 | Ulm                     | 3 - 0 | Vrilīssiōn       | 26-24, 25-22, 25-14              |
| 22 gennaio 2004 Durata: n.d. - Spettatori: 360   | Levski Sofia            | 0 - 3 | Münster          | 21-25, 23-25, 21-25              |
| 22 gennaio 2004 Durata: n.d. - Spettatori: n.d.  | VakıfBank GS            | 3 - 0 | Castêlo da Maia  | 25-0, 25-0, 25-0                 |
| 21 gennaio 2004 Durata: n.d. - Spettatori: 150   | Filathlītikos Salonicco | 2 - 3 | Datovoc Tongeren | 25-22, 10-25, 25-20, 20-25, 8-15 |

#### Ritorno
| 28 gennaio 2004 Durata: n.d. - Spettatori: n.d.  | Vrilīssiōn       | 3 - 2 | Ulm                     | 23-25, 25-22, 25-23, 22-25, 20-18 |
| 28 gennaio 2004 Durata: n.d. - Spettatori: 800   | Münster          | 1 - 3 | Levski Sofia            | 22-25, 17-25, 25-20, 23-25        |
| 28 gennaio 2004 Durata: n.d. - Spettatori: n.d.  | Castêlo da Maia  | 0 - 3 | VakıfBank GS            | 0-25, 0-25, 0-25                  |
| 28 gennaio 2004 Durata: n.d. - Spettatori: 1 200 | Datovoc Tongeren | 3 - 0 | Filathlītikos Salonicco | 25-21, 25-15, 25-12               |

#### Squadre qualificate
| - VakıfBank GS - Münster - Datovoc Tongeren - Ulm |

### Final Four
|  | Semifinali       | Semifinali       | Semifinali   |              |     | Finale             | Finale             | Finale             |  |
|  |                  |                  |              |              |     |                    |                    |                    |  |
|  | Ulm              | Ulm              | 3            |              |     |                    |                    |                    |  |
|  | Ulm              | Ulm              | 3            |              |     |                    |                    |                    |  |
|  | Münster          | Münster          | 1            |              |     |                    |                    |                    |  |
|  | Münster          | Münster          | 1            |              | Ulm | Ulm                | 0                  |                    |  |
|  |                  |                  |              |              | Ulm | Ulm                | 0                  |                    |  |
|  |                  |                  | VakıfBank GS | VakıfBank GS | 3   |                    |                    |                    |  |
|  | VakıfBank GS     | VakıfBank GS     | VakıfBank GS | VakıfBank GS | 3   | 3                  |                    |                    |  |
|  | VakıfBank GS     | VakıfBank GS     |              |              |     | 3                  |                    |                    |  |
|  | Datovoc Tongeren | Datovoc Tongeren | 1            |              |     | Finale 3º/4º posto | Finale 3º/4º posto | Finale 3º/4º posto |  |
|  | Datovoc Tongeren | Datovoc Tongeren | 1            |              |     |                    |                    |                    |  |
|  |                  |                  |              |              |     |                    |                    |                    |  |
|  |                  |                  |              |              |     | Münster            | Münster            | 0                  |  |
|  |                  |                  |              |              |     | Münster            | Münster            | 0                  |  |
|  |                  |                  |              |              |     | Datovoc Tongeren   | Datovoc Tongeren   | 3                  |  |

#### Semifinali
| 13 marzo 2004 Bursa Durata: n.d. - Spettatori: 2 100 | Ulm          | 3 - 1 | Münster          | 25-20, 25-17, 23-25, 25-20 |
| 13 marzo 2004 Bursa Durata: n.d. - Spettatori: 3 950 | VakıfBank GS | 3 - 1 | Datovoc Tongeren | 25-17, 14-25, 25-14, 25-22 |

#### Finale 3º posto
| 14 marzo 2004 Bursa Durata: n.d. - Spettatori: 3 100 | Münster | 0 - 3 | Datovoc Tongeren | 20-25, 17-25, 14-25 |

#### Finale
| 14 marzo 2004 Bursa Durata: n.d. - Spettatori: 4 100 | Ulm | 0 - 3 | VakıfBank GS | 19-25, 15-25, 24-26 |

## Premi individuali
| Premio                | Nome           | Squadra      |
| --------------------- | -------------- | ------------ |
| MVP                   | Neslihan Demir | VakıfBank GS |
| Miglior palleggiatore | Tanja Hart     | Ulm          |
| Miglior muro          | Aysun Özbek    | VakıfBank GS |
| Miglior schiacciatore | Alice Blom     | Ulm          |
| Miglior servizio      | Neslihan Demir | VakıfBank GS |
| Miglior libero        | Necla Güçlü    | VakıfBank GS |